# Santa Cruz Lomalapa
Santa Cruz Lomalapa är en ort i Mexiko.   Den ligger i kommunen Olinalá och delstaten Guerrero, i den sydöstra delen av landet, 170 km söder om huvudstaden Mexico City. Santa Cruz Lomalapa ligger 1 522 meter över havet och antalet invånare är 552.
Terrängen runt Santa Cruz Lomalapa är huvudsakligen kuperad. Santa Cruz Lomalapa ligger uppe på en höjd. Runt Santa Cruz Lomalapa är det ganska glesbefolkat, med 28 invånare per kvadratkilometer. Närmaste större samhälle är Huamuxtitlán, 16,9 km sydost om Santa Cruz Lomalapa. I omgivningarna runt Santa Cruz Lomalapa växer huvudsakligen savannskog.